# Antoine-Léonard de Chézy

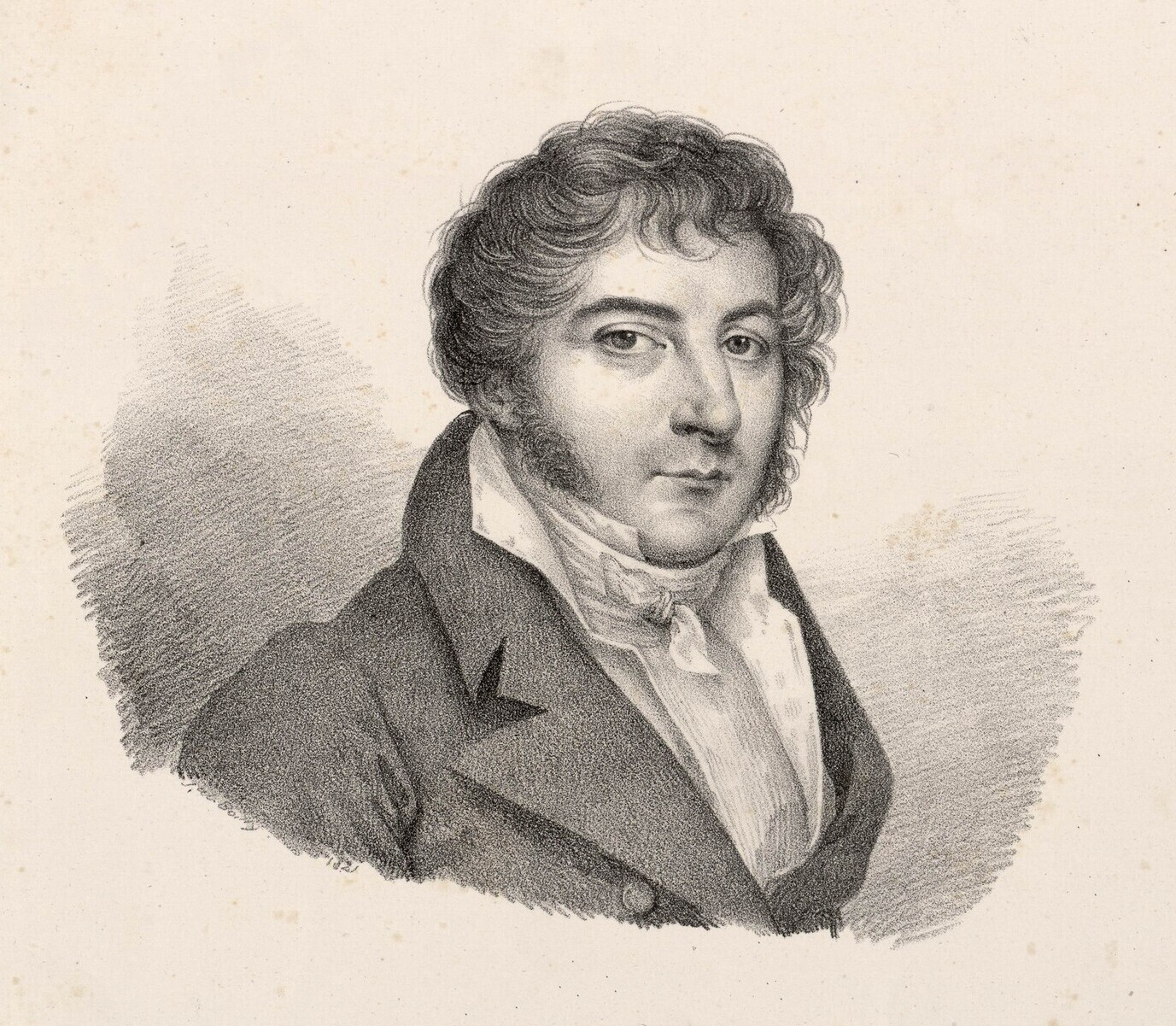
Antoine-Léonard de Chézy (1821)

Antoine-Léonard de Chézy, född 15 januari 1773, död 31 augusti 1832, var en fransk orientalist. Han var son till Antoine de Chézy och, i ett kortvarigt äktenskap med Helmina von Chézy, far till Wilhelm Theodor och Max von Chézy.
Chézy ägnade sig som konservator vid den orientaliska handskriftssamlingen i Bibliothèque nationale särskilt åt studiet av nypersiskan och utgav 1807 en översättning av Djamis Laila u Madjnum, men övergick senare till studiet av sanskrit, och blev 1814 innehavare av den av Ludvig XVIII inrättade professuren i sanskrit, den första i Europa. Bland hans skrifter på det indiska området märks upplagor och översättningar av Kālidāsas Çakuntala (1830) och Amaru (1831).